# Будинок на вулиці Дорошенка, 23 (Львів)
Будинок за адресою вулиця Дорошенка, 23 у Львові — багатоквартирний житловий триповерховий будинок з магазинними приміщеннями на першому поверсі. Пам'ятка архітектури місцевого значення № 96.

## Історія

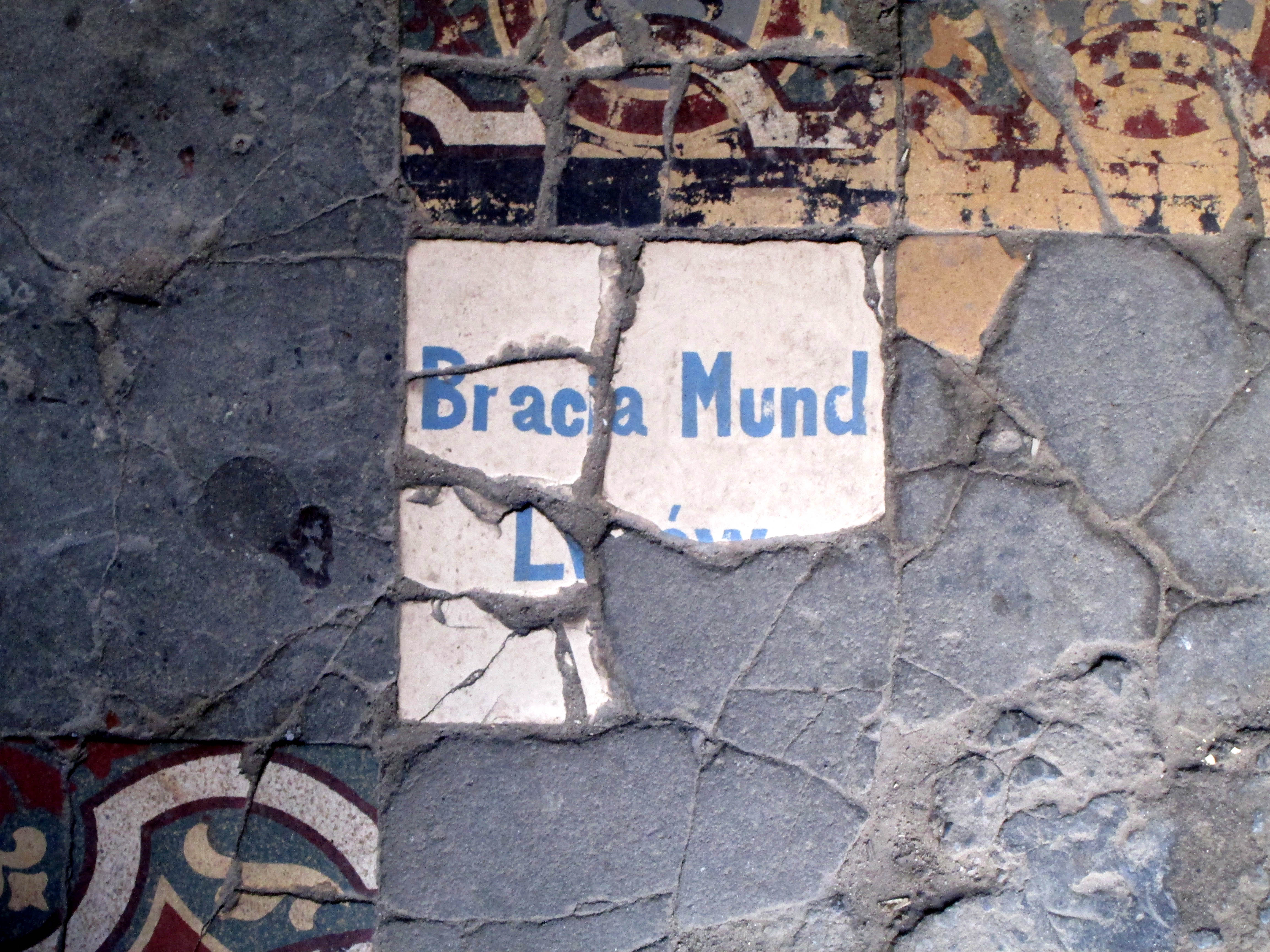
Плитка фірми «Брати Мунд»

Зведено будинок 1846 року, у 1889 році перебудовано, а вже через 5 років, у 1894 році архітектор Альфред Каменобродський розробив проект перебудови магазинних порталів. У 1850-60-х роках в приміщеннях будинку містилася Головна пошта, яка існувала тут до побудови нової, на вулиці Словацького, 1. Потім у приміщеннях першого поверху була офіс та крамниця фабрики кахлів «Брати Мунд», яка проіснувала тут до приходу радянської влади у Львів. У 1936 році відбулася нова реконструкція магазинних порталів за проектом архітектора Антонія Ґрафа. Після війни тут було Прикарпатсько-закарпатське відділення науково-дослідного інституту рибного господарства. На початку 1950-их на першому поверсі будинку було відкрито обласний архів та бюро записів актів цивільного стану Ленінського району міста. Також на початку 1960-их до 1975 року тут було ательє мод 1-го розряду. Зараз у будинку магазин «Володар часу» та обласний відділ реєстрації актів цивільного стану.

## Архітектура

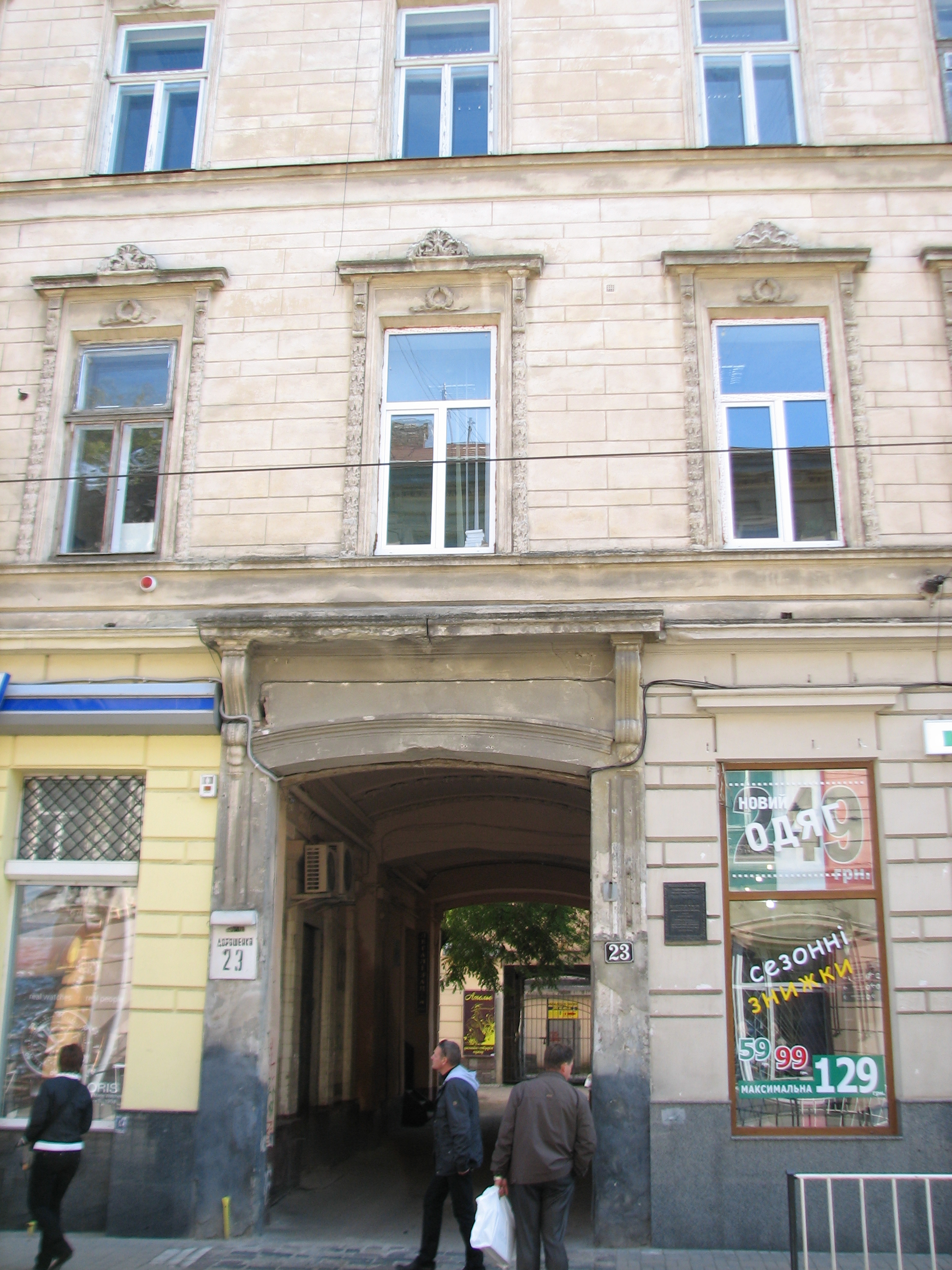
Вхідна брама

Триповерховий цегляний будинок, з внутрішнім подвір'ям, зведений у стилі класицизму. Внутрішнє планування будинку секційне, за початковим планом, було анфіладне. Фасад будинку симетричний, з в'їзним порталом по центральній осі, будинок має два внутрішніх подвір'я, бокові частини будинку розкреповані. В'їзна брама з лінійним обрамуванням, у горі сандрик на кронштейнах з волютами. Перший поверх рустований, відділений від другого профільованим карнизом. На другому поверсі, на бічних розкрепованих частинах виступають балкони, на ліпних кронштейнах, з литою металевою огорожею. Вікна з лінійним обрамуванням, з сандриком у горі. Другий та третій поверх покриті незначним рустом. Вікна третього поверху обрамлені профільною тягою з лінійним сандриком у горі. Завершується будинок карнизом з великим виступом на ліпних кронштейнах.